# Ernst Frauchiger
Ernst Frauchiger-Reyher (* 21. April 1903 in Langenthal; † 15. April 1975 in Walenstadt) war ein Schweizer Neurologe.

## Leben
Frauchiger studierte Medizin in Genf, Paris, Rom, Wien und Zürich, legte an der Universität Zürich das Staatsexamen ab und wurde 1929 promoviert. 1933 habilitierte er sich mit einer Arbeit über Vergleichende Neurologie an der Tierärztlichen Fakultät der Universität Zürich. 1934 wurde er an der Universität Bern für Neurologie und Tierpsychologie habilitiert.
Von 1953 bis 1956 war Frauchiger Präsident der Schweizerischen Neurologischen Gesellschaft und Präsident der Fédération Mondiale de Neurologie.

## Publikationen (Auswahl)
- Die Nervenkrankheiten des Rindes. Eine Grundlage für vergleichende Neurologie von Mensch u. Haustier Huber, Bern 1941.
- Seelische Erkrankungen bei Mensch und Tier; eine Grundlage für eine vergleichende Psychopathologie. Huber, Bern 1945 (ebenfalls 1953)
- Die Bedeutung der Seelenkunde von Klages für Biologie und Medizin. Bern 1947.
- Vergleichende Neuropathologie des Menschen und der Tiere. Springer, Berlin 1957.
- Bildhauerei eines Arztes : zeitgemässe Betrachtungen über bildende Kunst und Medizin. Feuz, Bern 1965.
- Auf Spuren des Geistes : ein Neurologe mit Ludwig Klages und Teilhard de Chardin.  Huber, Bern 1974.

Frauchiger gab weiterhin eine mehrbändige Ausgabe der Schriften von Ludwig Klages heraus.